# Helena Vaari
Helena Vaari, född 18 juli 1963 i Koskis, Tav. L. i Finland, är en finländsk textilkonstnär och formgivare. Vaari har specialiserat sig på konst- och kyrkotextilier och har tillverkat över 300 verk.

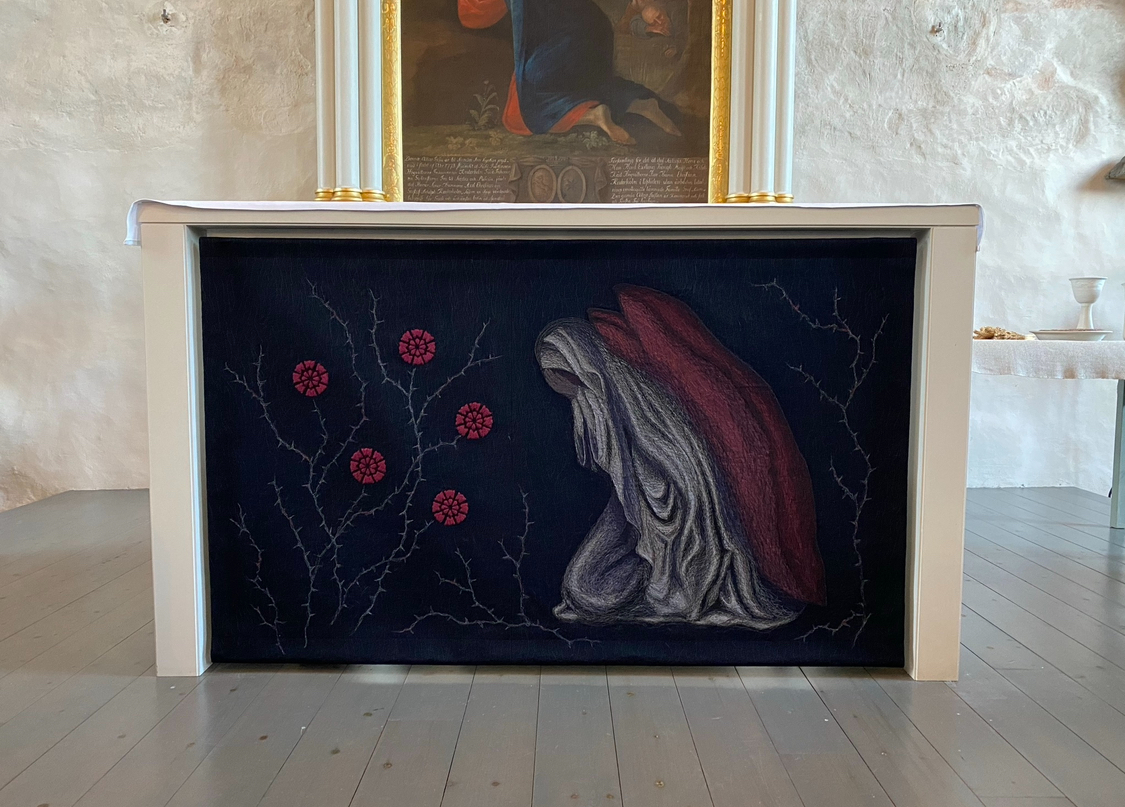
Vaaris svarta antependium i Sjundeå S:t Petri kyrka.

Vaari studerade vid Hem- och konstindustriskolan i Kuopio och avlade examen 1987. År 2019 avlade hon yrkesexamen som hantverksmästare från Raseko i Reso. Vaaris ateljé ligger i anslutning till hennes hem. År 2003 grundade Vaari sitt eget företag, Tekstiilisuunnittelu Helena Vaari-Silventoinen.

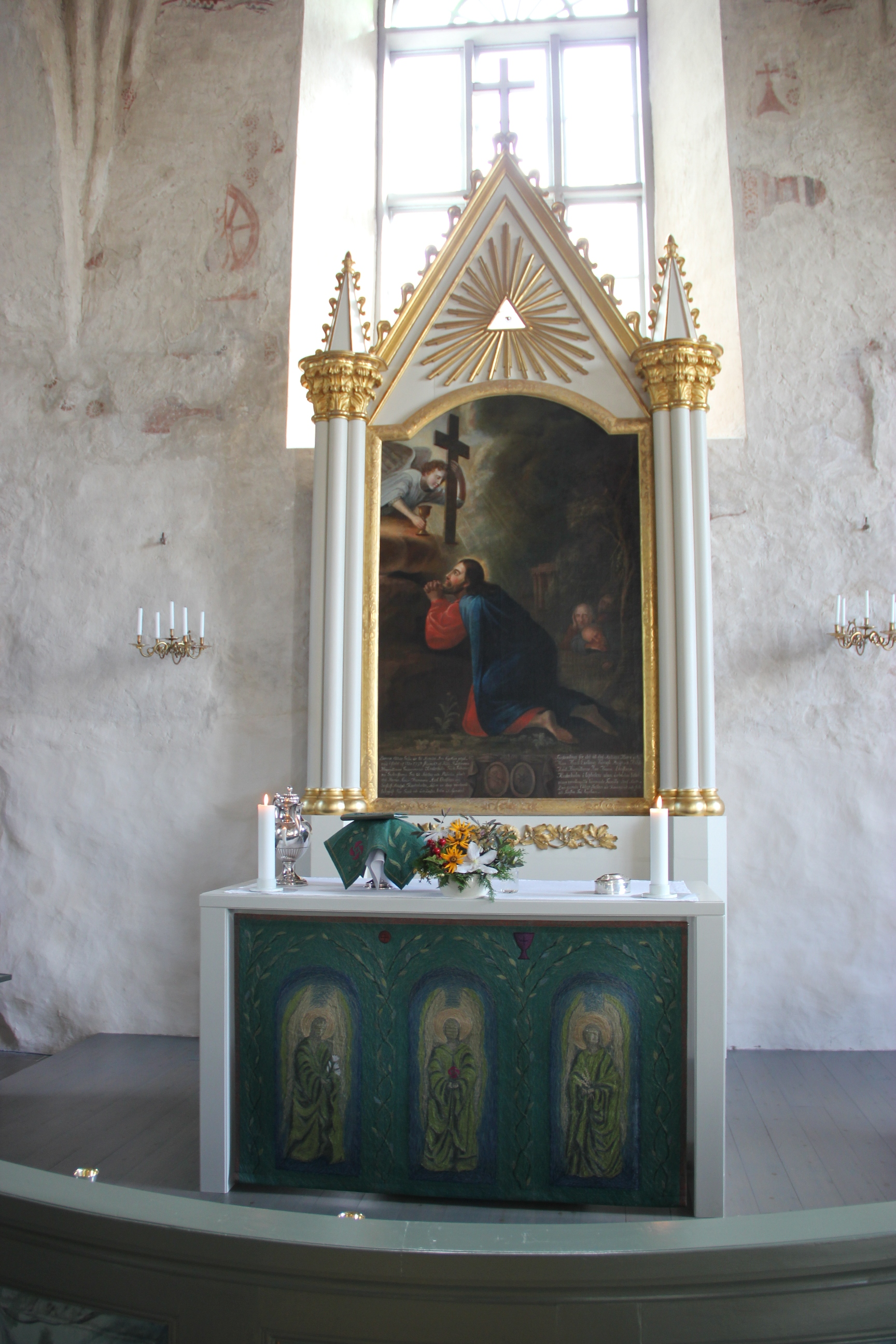
Vaaris gröna antependium i Sjundeå S:t Petri kyrka.

Helena Vaari har varit medlem i Lahtis konstnärssällskap sedan 2010, i Taiteilija O ry sedan 2006 och i textilkonstnärernas förening Tekstiilitaiteilijat TEXO ry sedan 1991. År 2018 utsågs Vaari till årets företagarkvinna av Lahtisnejdens företagarkvinnor. Hon mottog även Tavastlands konstkommittés konstpris år 2012.
Vaaris verk utställdes i Finlands hantverksmuseum mellan 14 september 2024 och 24 november 2024.

## Konst- och kyrkotextilier
Urval av konst och kyrkotextilier av Helena Vaari:
| Textilier                               | Plats                                 | År        |
| --------------------------------------- | ------------------------------------- | --------- |
| 4 kyrkotextilserier                     | Hollola kyrka                         | 1986−1989 |
| 4 färgserier                            | Stängselåsens kyrka                   | 1989−1991 |
| 4 färgserier                            | Padasjoki kyrka                       | 1989−1991 |
| 4 färgserier                            | Joutjärvi kyrka                       | 1991−1995 |
| 4 färgserier + sidoaltarets antependium | Hollola kyrka                         | 1996      |
| Stolaserie "Ego Sum"                    | Sacrum, Helsingfors                   | 1998−     |
| Grön och röd kyrkotextilserie           | Hämeenkoski kyrka                     | 2003−2004 |
| Konsttextilier                          | Lilla kapellet i Sandudds krematorium | 2005      |
| Konstverk i två delar                   | kapell i Paulus kyrka, Helsingfors    | 2005      |
| 4 liturgiska färgserier                 | Paulus kyrka, Helsingfors             | 2003−2006 |
| Konsttextilier Genesis och Ääniaallot   | Joutjärvi kyrkas församlingssal       | 2008      |
| Svarta kyrkotextilier                   | Hollola kyrka                         | 2008      |
| Biskopskläder                           | Sankt Michels stift                   | 2009-2010 |
| Kyrkotextilier, 5 färgserier            | Sjundeå S:t Petri kyrka               | 2008-2012 |
| Konsttextil Tårar                       | Sjundeå församlingarnas avskedsrum    | 2012      |
| Kyrkotextilier, 5 färgserier            | Mariakyrkan, Fredrikshamn             | 2012-2014 |
| Kyrkotextilier, 6 färgserier            | Mariakyrkan, Lappvesi, Villmanstrand  | 2014−     |
| Vita kyrkotextilserien                  | Hämeenkoski kyrka                     | 2014−2015 |
| Duken på katafalken                     | Levande vattens kapell, Träskända     | 2016      |
| Violetta kyrkotextilserien              | Hämeenkoski kyrka                     | 2016−2017 |
| 5 färgserier                            | S:t Henriks kyrka, Pyttis             | 2015−2018 |
| Biskopskläder till Teemu Laajasalo      | Helsingfors stift                     | 2017      |
| Biskospkläder till Jari Jolkkonen       | Kuopio stift                          | 2018      |
| Dopträdstavla                           | Vichtis kyrka                         | 2019      |
| Kyrkotextilier                          | Luomaniemi kapell, Nastola            | 2018-2019 |
| Biskopskläder till Matti Repo           | Tammerfors stift                      | 2019      |
| Kyrkotextilier, 6 liturgiska färgserier | Kangasniemi kyrka                     | 2019-2021 |